# Alloa and Grangemouth (circonscription du Parlement britannique)
Circonscription parlementaire de la Chambre des communes
Alloa and Grangemouth est une circonscription de la Chambre des communes du Parlement britannique.

## Définition légale
La circonscription comprend les wards suivants :
Dans le Clackmannanshire:
- Clackmannanshire Central (en), Clackmannanshire East (en), Clackmannanshire North (en), Clackmannanshire South (en) et Clackmannanshire West (en) de la circonscription de Ochil and South Perthshire

À Falkirk:
- Bonnybridge and Larbert (en) et  Carse, Kinnaird and Tryst (en) de la  circonscription de Falkirk
- Grangemouth (en) de la circonscription de Linlithgow and East Falkirk

## Membres du Parlement
| Élection | Élection | Membre         | Parti        | Portrait |
| -------- | -------- | -------------- | ------------ | -------- |
|          | 2024     | Brian Leishman | Travailliste |          |

## Élections

### Élections dans les années 2020
| Parti         | Parti                          | Candidat                       | Voix   | %    | ±     |
| ------------- | ------------------------------ | ------------------------------ | ------ | ---- | ----- |
|               | Travailliste                   | Brian Leishman                 | 18,039 | 43,8 | +29.3 |
|               | SNP                            | John Nicolson                  | 11,917 | 28,9 | -23.8 |
|               | Reform UK                      | Richard Fairley                | 3,804  | 9,2  | +8.8  |
|               | Conservateur                   | Rachel Nunn                    | 3,127  | 7,6  | -17.2 |
|               | Green                          | Nariese Whyte                  | 1,421  | 3,4  | +1.9  |
|               | Libéral Démocrate              | Adrian May                     | 1,151  | 2,8  | -2.5  |
|               | Indépendant                    | Eva Comrie                     | 881    | 2,1  | N/A   |
|               | Alba                           | Kenny MacAskill                | 638    | 1,5  | N/A   |
|               | Workers Party                  | Tom Flanagan                   | 223    | 0,5  | N/A   |
| Majorité      | Majorité                       | Majorité                       | 6,122  | 14,9 |       |
| Participation | Participation                  | Participation                  | 41,201 | 58,3 |       |
|               | Travailliste vainqueur sur SNP | Travailliste vainqueur sur SNP | Swing  |      |       |